# Llista de peixos de Bhutan

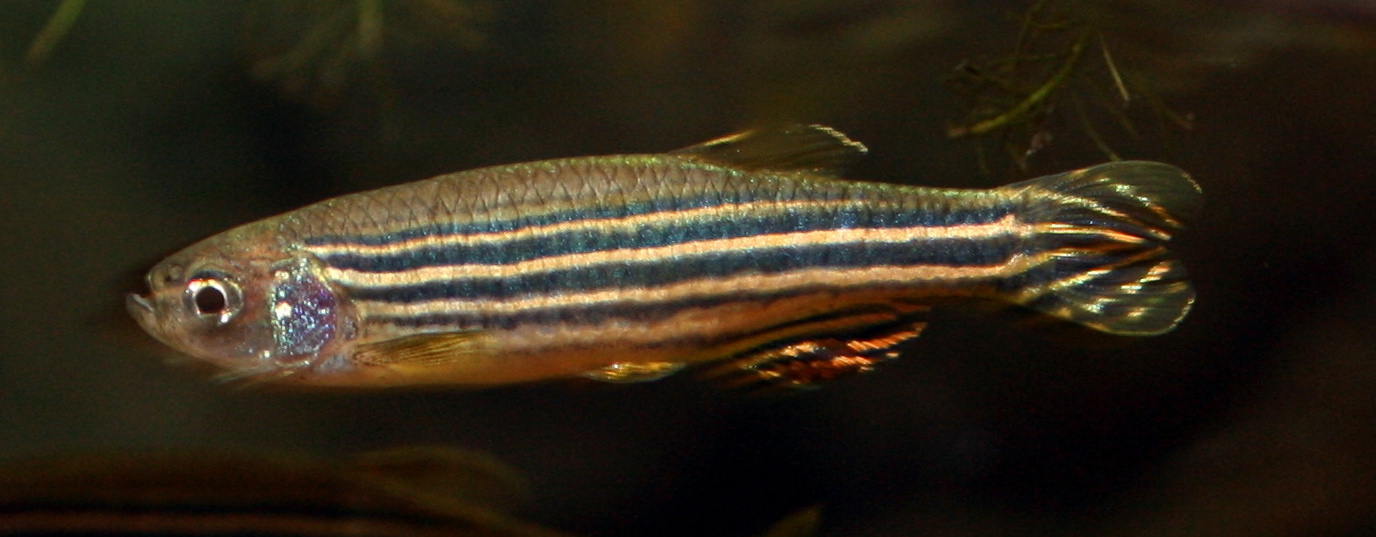
Danio rerio

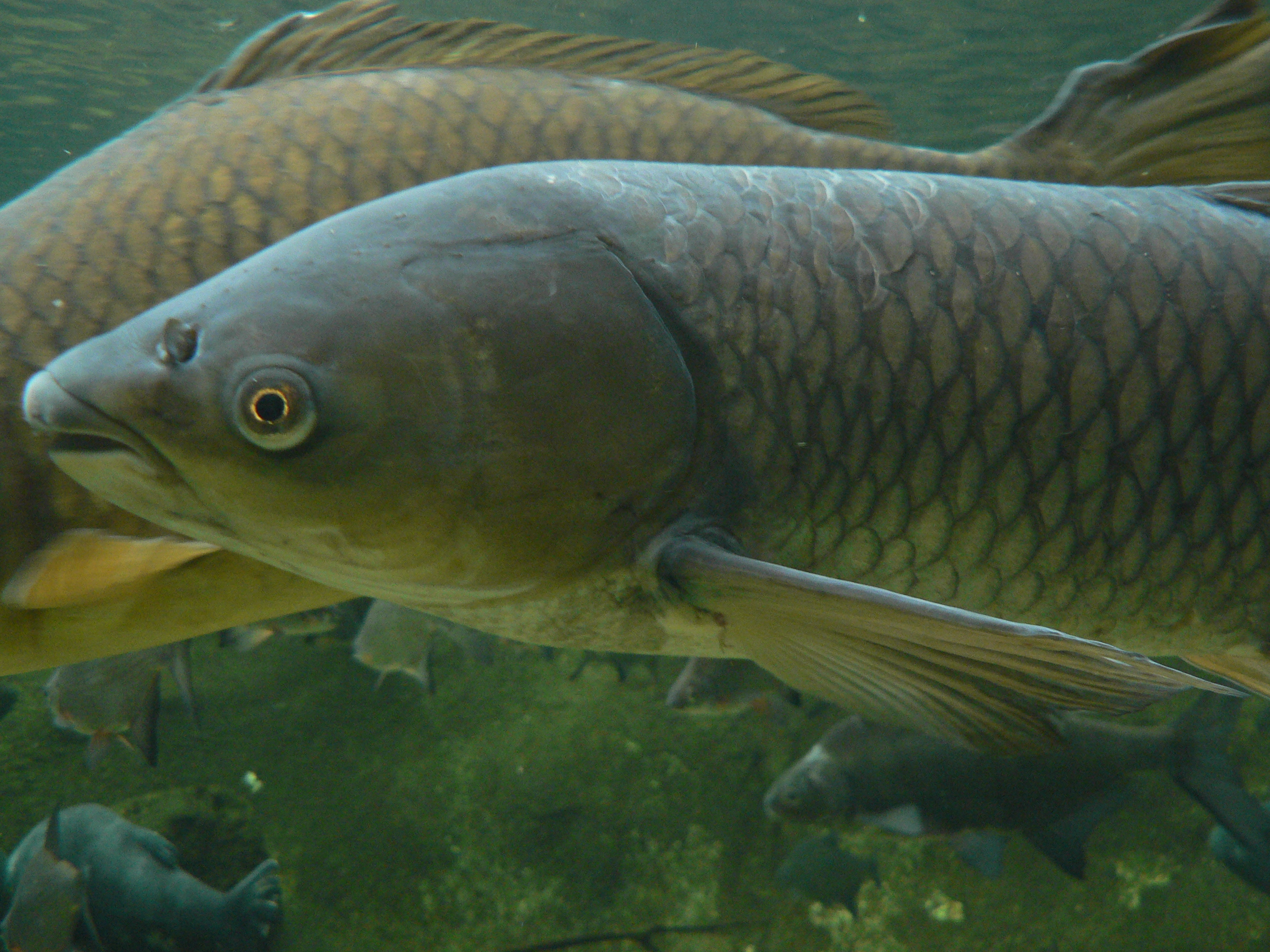
Ctenopharyngodon idella

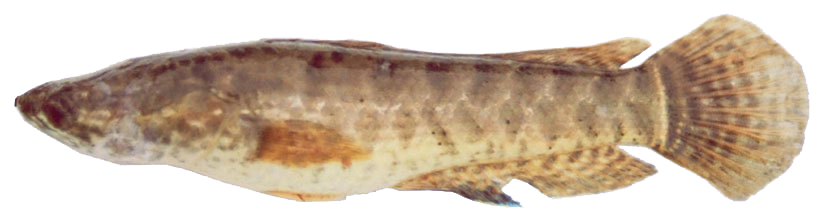
Channa striata

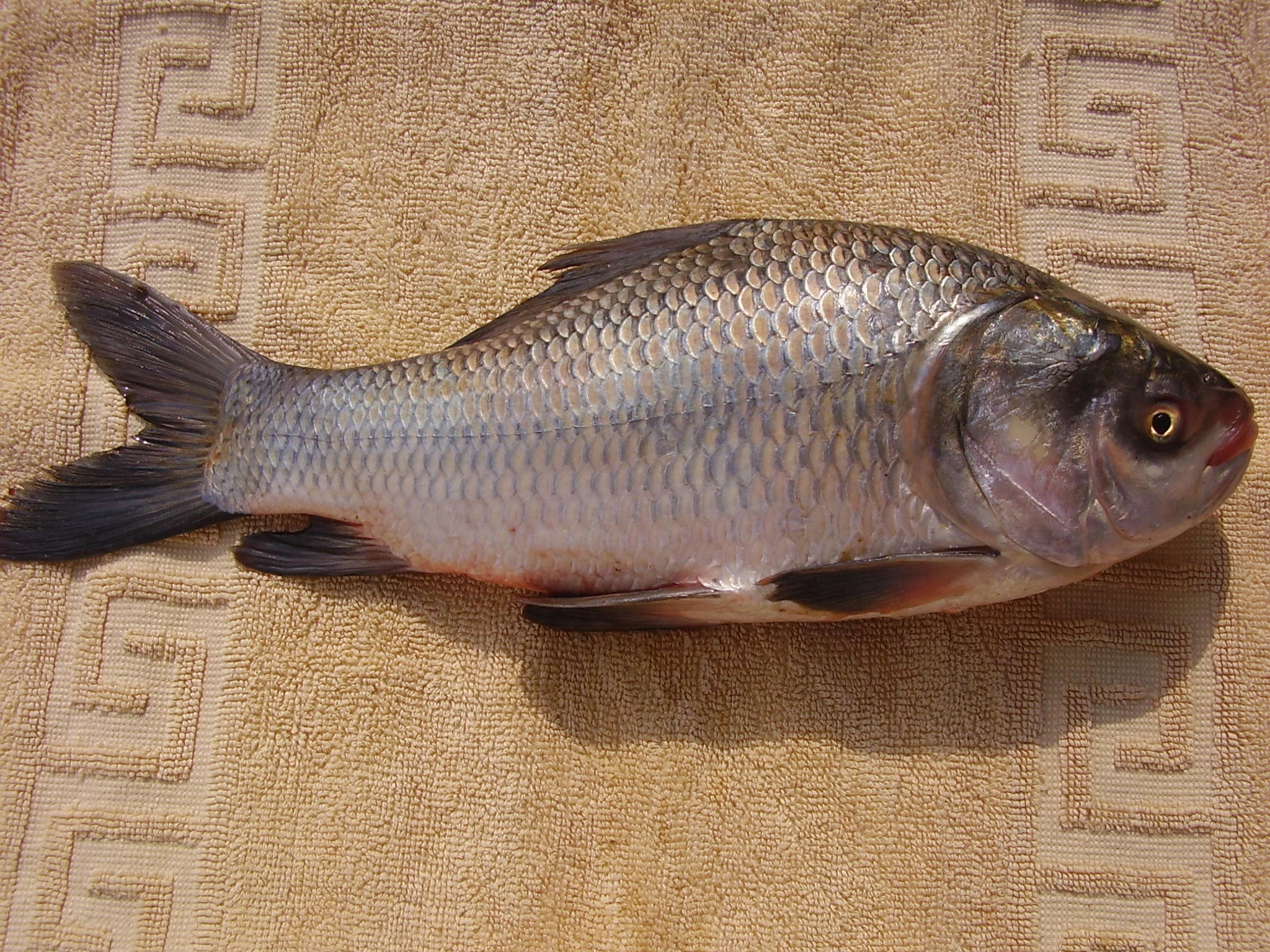
Catla catla

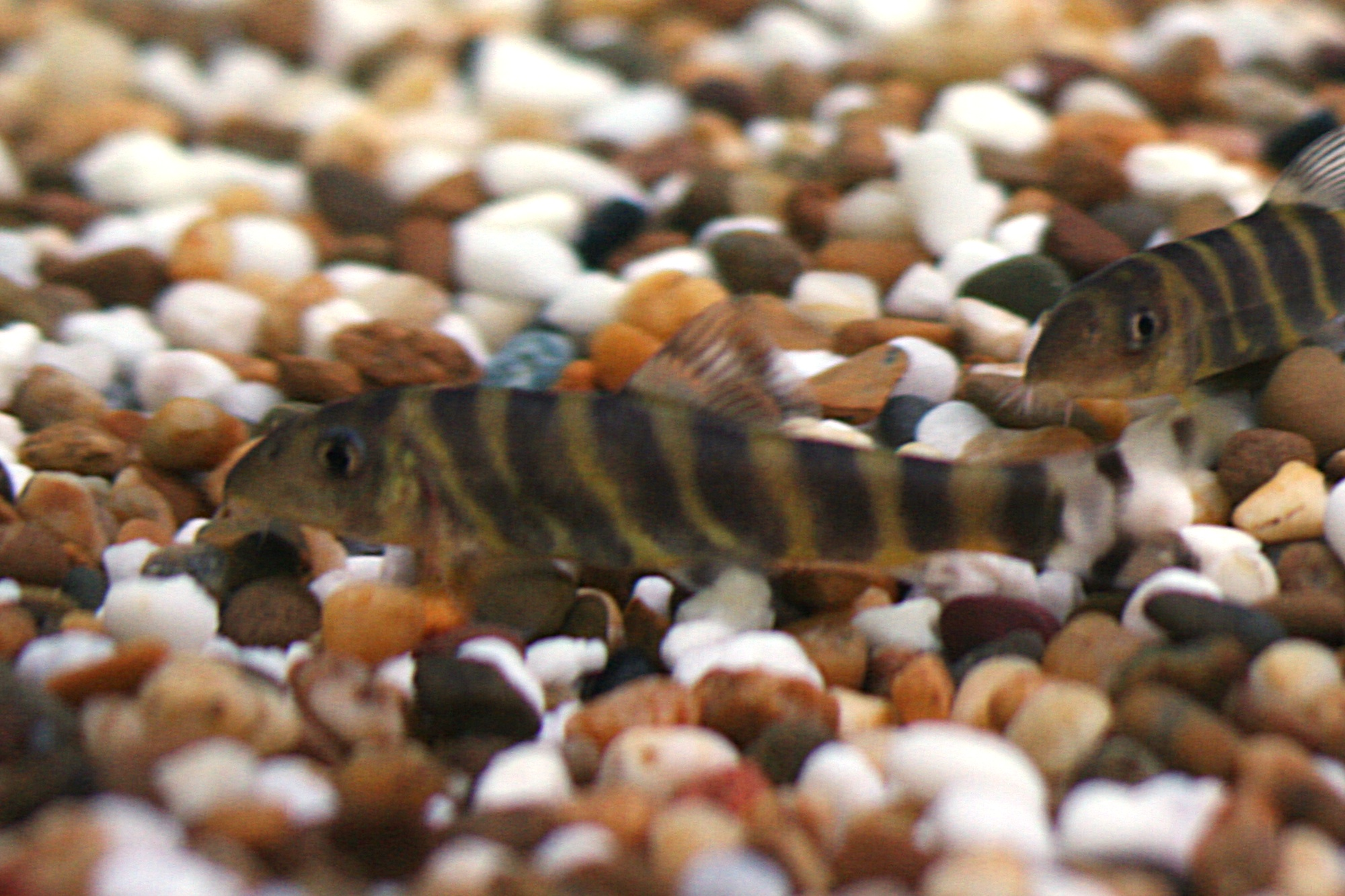
Botia dario

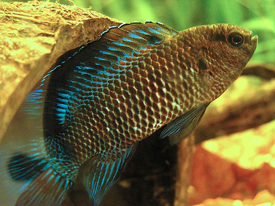
Badis badis

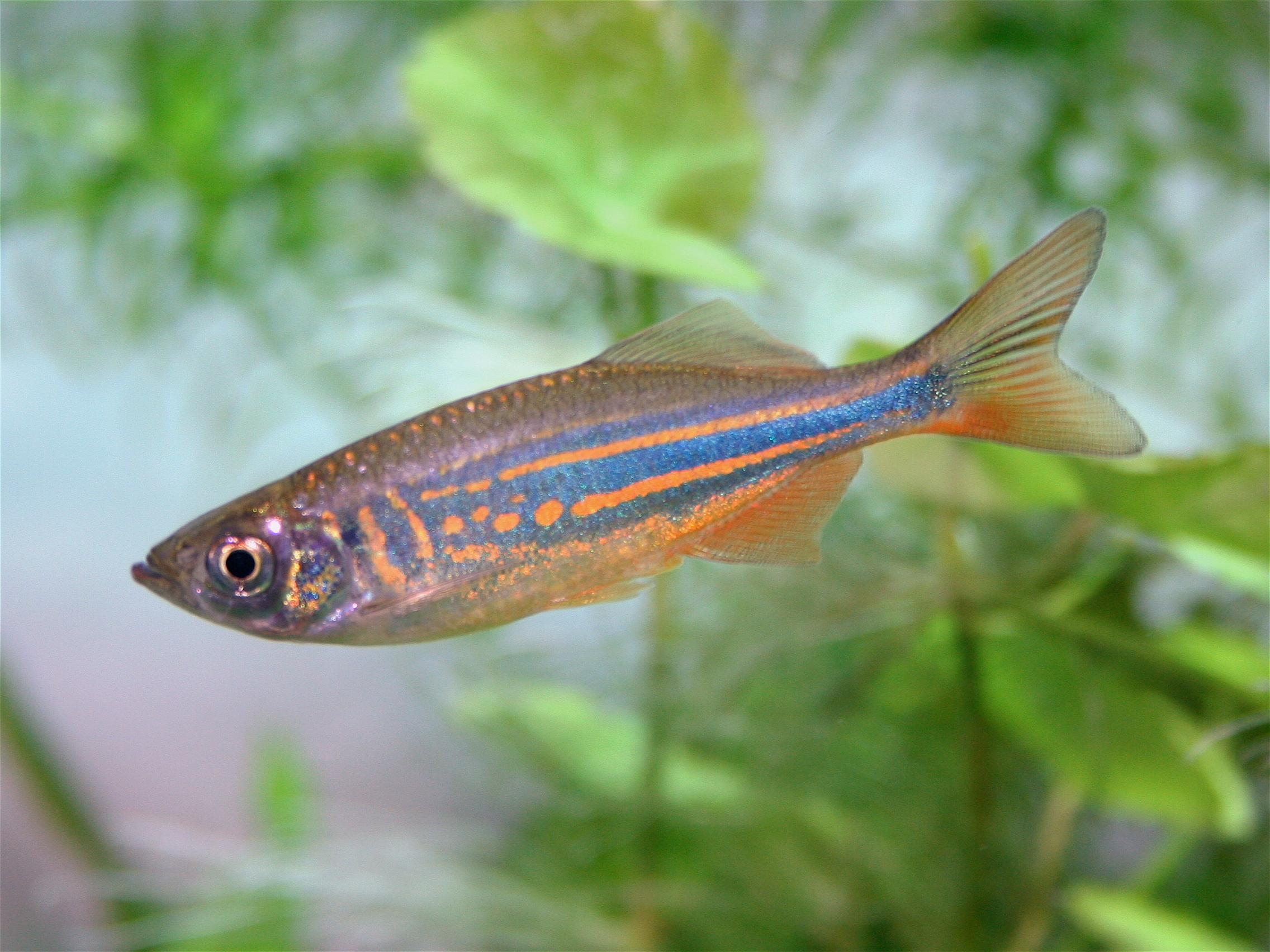
Devario aequipinnatus

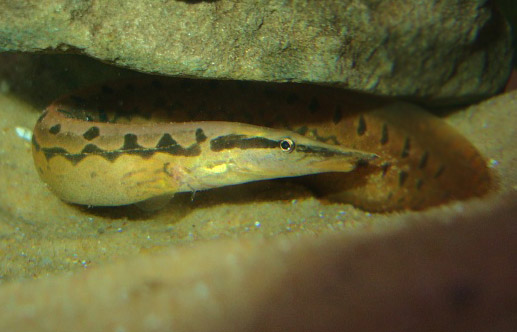
Mastacembelus armatus

Aquesta llista de peixos de Bhutan -incompleta- inclou 49 espècies de peixos que es poden trobar a Bhutan ordenades per l'ordre alfabètic de llur nom científic.

## A
- Acanthocobitis botia

## B
- Badis badis
- Bagarius bagarius
- Balitora brucei
- Bangana dero
- Barilius barna
- Barilius bendelisis
- Batasio batasio
- Botia dario

## C
- Catla catla
- Channa amphibeus
- Channa gachua
- Channa striata
- Cirrhinus cirrhosus
- Crossocheilus latius
- Ctenopharyngodon idella
- Cyprinion semiplotum
- Cyprinus carpio carpio

## D
- Danio dangila
- Danio rerio
- Devario aequipinnatus

## G
- Garra annandalei
- Garra gotyla gotyla
- Gogangra viridescens

## H
- Hypophthalmichthys molitrix
- Hypophthalmichthys nobilis

## L
- Labeo dyocheilus
- Labeo pangusia
- Labeo rohita

## M
- Mastacembelus armatus
- Mystus bleekeri
- Mystus vittatus

## N
- Nandus nandus
- Neolissochilus hexagonolepis

## O
- Ompok pabda

## P
- Puntius chola
- Puntius sarana
- Puntius sophore
- Puntius ticto

## R
- Raiamas bola
- Rasbora daniconius

## S
- Salmo trutta trutta
- Schistura scaturigina
- Schizothorax molesworthi
- Schizothorax progastus
- Schizothorax richardsonii

## T
- Tor putitora
- Tor tor

## X
- Xenentodon cancila[1]